# Bataille de Damiette (1799)
Pour les articles homonymes, voir Bataille de Damiette.
Campagne d'Égypte
Batailles
Guerre de la Deuxième Coalition
- St George's Caye (navale) (09-1798)
- Nicopolis (10-1798)
- Corfou (11-1798)
- Copenhague (navale) (04-1801)
- Algésiras (navale) (06-1801)

Campagne de Hollande
- Callantsoog (08-1799)
- Vlieter (08-1799)
- Zyp (09-1799)
- Bergen (09-1799)
- Alkmaar (10-1799)
- Castricum (10-1799)

Campagne de Suisse
- Ostrach (03-1799)
- Feldkirch (03-1799)
- 1re Stockach (03-1799)
- Frauenfeld (05-1799) (en)
- Winterthour (05-1799)
- 1re Zurich (06-1799)
- Schwytz (08-1799)
- Amsteg (08-1799) (en)
- Saint-Gothard (09-1799)
- 2e Zurich (09-1799)
- Linth (09-1799) (en)
- Muten (10-1799) (ru)
- Engen (05-1800)
- 2e Stockach (05-1800)
- Moesskirch (05-1800)
- Biberach (05-1800)
- Erbach (05-1800)
- Höchstädt (06-1800)
- Ampfing (12-1800)
- Hohenlinden (12-1800)

Campagne d'Égypte
- Malte 1 (06-1798)
- Malte 2 (06-1798)
- Alexandrie (07-1798)
- Chebreiss (07-1798)
- Pyramides (07-1798)
- 1re Aboukir (08-1798)
- Salheyeh (08-1798)
- Malte 3 (09-1798)
- Sédiman (10-1798)
- Caire (10-1798)
- Samanouth (01-1799)
- El Arish (02-1799)
- Syène (02-1799)
- Jaffa (03-1799)
- Saint-Jean-d'Acre (03-1799)
- Mont-Thabor (04-1799)
- 2e Aboukir (07-1799)
- Damiette (11-1799)
- Héliopolis (03-1800)
- 3e Aboukir (03-1801)
- Mandora (03-1801)
- Canope (03-1801)
- Fort Jullien (04-1801)
- Le Caire (06-1801) (en)
- Alexandrie (08-1801)

2e Campagne d'Italie
- Vérone (03-1799)
- Magnano (04-1799)
- Cassano (04-1799)
- Mantoue (04-1799)
- Bassignana (05-1799)
- 1re Marengo (05-1799) (en)
- Modène (06-1799) (en)
- Trebbia (06-1799)
- 2e Marengo (06-1799) (en)
- Novi 1 (08-1799)
- Rome (09-1799)
- Mannheim (09-1799) (en)
- Novi 2 (10-1799) (en)
- Genola (11-1799)
- Gênes (04-1800)
- Sassello (04-1800) (en)
- Fort Bard (05-1800)
- Verceil (05-1800)
- Turbigo (05-1800)
- Montebello (06-1800)
- 3e Marengo (06-1800)
- Pozzolo (12-1800)

La bataille de Damiette est une bataille qui eut lieu le 1er novembre 1799 lors de la campagne d'Égypte.

## Bataille
Le 1er novembre 1799, la flotte britannique commandée par l'amiral William Sidney Smith débarque une armée de janissaires près de Damiette, entre le lac Menzaleh et la mer. La garnison de Damiette, forte de 800 fantassins et 150 cavaliers, commandée par le général Verdier réagit et se porte à la rencontre des Turcs. Selon le rapport de Kléber, 3 000 janissaires sont tués ou noyés et 800 se rendent, dont leur chef Ismaël Bey. Les Turcs perdent également 32 drapeaux et 5 canons.

« Les mouvemens de l'armée de Syrie, ceux de Mourad Bey, m'auraient annoncé quelque entreprise sur les côtes, si je n'en avais pas été prévenu par le grand-vizir lui-même.
Déjà, le 2 vendémiaire, dix-huit bâtimens turcs mouillèrent devant le boghaz de Damiette, et ils furent successivement augmentés, de manière qu'on en compta cinquante-trois, le 8 brumaire.
Le commodore Sydney Smith, monté à bord du Tigre, commandait cette flotte. La côte fut sondée depuis Tyneh jusqu'au boghaz ; la passe du boghaz, même, fut marquée par des bouées, et des chaloupes canonnières furent établies sur cette ligne. Le 7 brumaire, l'ennemi, à la faveur de ces chaloupes, s'empara d'une tour située à un quart de lieue en mer, à l'embouchure du Nil. Il y établit un poste et une pièce d'artillerie.
Aussitôt que je fus prévenu de ces dispositions d'attaque, je fis partir, le 12, pour Damiette, le général Desaix avec deux bataillons et environ cent cinquante dragons; avec ce renfort, je pouvais être tranquille sur ce point; l'événement a fait connaître que j'aurais pu l'être avant.
En effet, le 10, à la pointe du jour, l'ennemi exécuta son débarquement, et jeta à terre, du premier transport, environ quatre mille hommes, qui s'occupèrent aussitôt à se retrancher. Le point qu'ils choisirent est celui situé entre la rive droite du Nil, la mer et le lac Menzaleh.
Le général de brigade Verdier, qui était campé entre Lesbeh et la côte, instruit de cette descente, marche sans délibérer, attaque et passe au fil de l'épée près de trois mille Turcs, n'accordant la vie qu'à environ huit cents d'entre eux qui implorèrent sa clémence. . ,
Les troupes que commandait le général Verdier, dans cette audacieuse défense, montaient à peine à mille hommes de la 2e légère, de la 32e de bataille et du 18e régiment de dragons,
Il a été enlevé à l'ennemi trente-deux drapeaux, une pièce de 24 et quatre pièces de campagne avec leurs approvisionnements.
Parmi les prisonniers, on a trouvé Ismaël-Bey qaymmaquam ou lieutenant de Seyd-Aly-Bey, qui commandait en chef la division turque, ainsi qu'un commandant de caravelle et plusieurs autres officiers de marque.
Le qaymmaquam assure que les troupes de débarquement destinées à cette expédition, étaient au nombre de huit mille hommes, tous janissaires d'élite, sortis de Constantinople il y a à peu près trois mois, et dont environ la moitié avait été mise à terre; il ajoute que, nonobstant cette défaite, les autres ne manqueront pas de venir sous peu de temps. Nos soldats sourient à cette espérance; car, indépendamment du plaisir que doivent donner de si belles victoires, ils ont fait un butin considérable.
Nous avons eu dans cette journée, quatre-vingt-dix-sept blessés et vingt-deux hommes de tués ; du nombre de ces derniers, se trouve le chef de brigade Desnoyers, commandant la 2e légère, officier d'un grand mérite, dont les talents égalaient la froide intrépidité.

«Vous trouverez, citoyens directeurs, sur la feuille de l'ordre du jour, jointe au présent rapport, le nom des officiers, sous-officiers et soldats qui se sont particulièrement distingués dans cette journée.
Le général Verdier s'y est couvert de gloire autant par son audace que par ses sages dispositions.
Je lui ai remis un sabre au nom du gouvernement, ainsi qu'au brave adjudant-général Devaux, au chef de brigade Darmagnac, commandant le 32e de bataille, au chef de bataillon d'artillerie Rutty et au chef d'escadron Guyou, commandant le détachement du 18e régiment de dragons. Ce dernier a eu deux chevaux éventrés sous lui.
Je vous prie, citoyens directeurs, de vouloir bien confirmer et donner votre approbation aux avancemens que je vous propose et à ces récompenses militaires si bien méritées.
Le 18, un coup de vent très violent força les ennemis d'appareiller et de gagner le large; ils ne reparurent plus depuis. Les croisières d'Alexandrie seules ne désemparent point; elles sont au nombre de huit bâtiments, parmi lesquels se trouve le vaisseau anglais le Thésée.
Je joins à cette dépêche une copie de ma correspondance tant avec le grand-visir qu'avec le commodore anglais M. Sidney Smith. »

— Rapport du général Jean-Baptiste Kléber au directoire exécutif.